# ديغبي أندرسون
ديغبي أندرسون (بالإنجليزية: Digby Anderson)‏ هو صحفي بريطاني، ولد في 25 مايو 1944.